# Beginn und Frühverlauf der Schizophrenie
Die Schizophrenie beginnt in 75 % der Fälle mit einer etwa fünf Jahre dauernden Vorläuferphase (Prodromalphase). Daran schließt sich eine etwa ein Jahr dauernde Phase mit zunehmenden Positivsymptomen an, bis zum ersten Mal eine akute psychotische Episode beginnt. Diese Zeitspanne wird als der Frühverlauf der Schizophrenie bezeichnet.
Die Prodromalphase ist in der Regel von zwei Symptomkomplexen gekennzeichnet: Depressivität und Negativsymptome. Häufig erleiden die Patienten eine soziale Behinderung. Die Schizophrenie ist eine Erkrankung, die in 2/3 der Fälle chronisch beginnt und in 15 % der untersuchten Fälle subakut, mit einer Prodromalphase von einem Monat bis zu einem Jahr mit unspezifischen oder Negativsymptomen. Daraus ist zu schließen, dass die Schizophrenie eine Erkrankung ist, die in ihrem Beginn häufig über Jahre hinweg unbehandelt verläuft. Da die soziale Behinderung in den meisten Fällen schon in dieser Zeit beginnt, stellt sich die Frage einer frühen Diagnose und einer frühzeitigen Behandlung möglichst schon während der nichtpsychotischen Prodromalphase. Da der überwiegende Teil der Patienten vor dem 30. Lebensjahr erkrankt, betrifft die Erforschung der Prodromalphase der Schizophrenie in erster Linie junge Erwachsene.

## Methodische Überlegungen
Aus forschungspraktischen Gründen geht man von folgender Überlegung aus: Statistisch gesehen haben junge Patienten bei ihrem ersten Kontakt mit psychiatrischen Einrichtungen eine psychotische Episode mit einer Dauer von zwei Monaten hinter sich. Diese Zeitspanne zusammen mit der Erstaufnahme in einer Klinik wird als der Endpunkt des Frühverlaufes einer Schizophrenie angesehen.

## Kernfragen des Frühverlaufs der Schizophrenie
Aufgrund der empirischen Vorannahme werden zunächst die Kernfragen formuliert und dann durch systematische Untersuchungen geprüft. Die Kernfragen betreffen die Frage, was sich im Frühverlauf ereignet:
- Wann beginnt die Schizophrenie?
- Was sind die ersten Symptome?
- Wie entwickelt sich die Krankheit vor der ersten psychotischen Episode?
- Wann und wie treten die sozialen Behinderungen ein?
- Lässt der mittelfristige Verlauf Aussagen zur Non-Starter vs. Sozial-Drift-Debatte zu?
- Lässt sich der langfristige Verlauf der Schizophrenie vorhersagen?
- Wie kann man früh intervenieren?

## Beginn der Schizophrenie
Ältere Verlaufsstudien zur Prodromalphase verglichen mit neueren Ergebnissen aus dem Zentralinstitut für seelische Gesundheit in Mannheim zeigen, dass die Dauer der Prodromalphase mit ungefähr fünf Jahren angegeben werden kann. Dieser Prodromalphase folgt eine etwa ein Jahr dauernde Phase mit psychotischen Symptomen, auf die üblicherweise eine stationäre Aufnahme folgt.
| Autor                                                                                                | Fallzahl       | Dauer ab 1. Zeichen (Jahre) | Dauer ab 1. psychot. Symptom (Jahre) |
| --- | -------------- | --------------------------- | ------------------------------------ |
| Huber et al. 1979 (BRD) Häfner et al. 1995 (BRD) Beisser et al. (Kanada) McGorry et al. (Australien) | 502 232 70 200 | 3,3 5,0 2,1 8,8             | 1,1 1,0 3,7                          |

## Frühzeichen und häufige Symptome
Die zehn häufigsten Frühzeichen einer schizophrenen Erkrankung sind: Unruhe (19 %); Depression (19 %); Angst (18 %); Denk- und Konzentrationsstörungen <(16 %); Sorgen (15 %); mangelndes Selbstvertrauen (13 %); Energieverlust und Verlangsamung (12 %); Probleme am Arbeitsplatz (11 %); sozialer Rückzug (Misstrauen) (10 %) und sozialer Rückzug (Kommunikation) (10 %). Die zehn häufigsten ersten Positivsymptome einer Schizophrenie sind: Beziehungswahn (51,7 %); Verfolgungswahn (41,4 %); unspezifische Wahnsymptome (38,8 %); Denkstörungen (36,2 %); Halluzinationen (31,0 %); Wahninhalte (27,6 %); Gedankeneingebung (20,3 %); Beeinflussungswahn (19,8 %); Wahn, kontrolliert zu werden (19,4 %); Größenwahn (17,7 %).

## Entwicklung der Schizophrenie vor der ersten psychotischen Episode
| Erstes Symptom  | Vor                  | Gleichzeitig         | Nach               | Symptom              | Beurteilung                               |
| --------------- | -------------------- | -------------------- | ------------------ | -------------------- | ----------------------------------------- |
| Trema Apophänie | 76,9 % 78,6 % 44,0 % | 18,2 % 13,7 % 32,8 % | 4,9 % 7,7 % 23,2 % | Apophänie Apokalypse | signifikant signifikant nicht signifikant |

| Probanden | Erstes Zeichen | Erstes Negativsymptom | Erstes Positivsymptom | Maximale Positivsymptome | Erstaufnahme |
| --------- | -------------- | --------------------- | --------------------- | ------------------------ | ------------ |
| Männer    | 22             | 24                    | 26                    | 28                       | 28,2         |
| Frauen    | 25             | 27                    | 31                    | 32                       | 32,2         |
| Gesamt    | 24             | 25                    | 29                    | 30                       | 30,3         |

## Schizophrenie und soziale Behinderung
Wenn es um die Fragen der Ursache der sozialen Behinderung bei Patienten mit einer Schizophrenie geht, konkurrieren traditionellerweise zwei Theorien. Die Non-Starter-Theorie von Dunham postuliert, dass Patienten mit einer Schizophrenie eine soziale Entwicklung von vorneherein verpassen. Die Social-Drift-Theorie postuliert einen sozialen Abstieg der Erkrankten als Folge der Erkrankung. Um die Ursachen der sozialen Behinderung schizophrener Patienten zu erfassen, haben Häfner und andere zahlreiche empirische Untersuchungen vorgenommen. Dabei wurden Patienten aus der sogenannten IRAOS-Studie untersucht. Die Untersuchungen zur Frühphase der Schizophrenie zeigten dabei, dass schon vor dem Beginn der psychotischen Phase der Erkrankung im Frühverlauf eine soziale Behinderung eintritt.
Das führt zu einem methodischen Problem: 2/3 aller Patienten erkranken an einer Schizophrenie vor dem 30. Lebensjahr und damit in der Zeit, in der Menschen ihre soziale Position und ihre Lebensperspektive festigen. Wenn man Patienten mit einer Schizophrenie in Altersgruppen einteilt und ihren sozialen Status überprüft, erkennt man, dass diejenigen mit dem frühsten Krankheitsbeginn den niedrigsten sozialen Status haben. Daraus ergab sich die Notwendigkeit, Aussagen über den Zusammenhang zwischen sozialem Status und Krankheit im Falle der Schizophrenie nur in Form eines altersbereinigten Vergleiches mit einer gesunden Kontrollgruppe durchzuführen.
Dieser Vergleich ergab, dass Patienten mit einer Schizophrenie nach dem Beginn der Erkrankung in der Mehrheit eine Stagnation des erreichten sozialen Status erleiden, während die Personen der Kontrollgruppe sich sozial weiterentwickelten. Zusammenfassend kann gesagt werden: die soziale Behinderung der Patienten beginnt in der Prodromalphase der Schizophrenie. Männer erleiden aufgrund des geringeren Ersterkrankungsalters eine stärkere soziale Behinderung als Frauen. Männer zeigen häufiger ein sozial negatives Verhalten. Dies nimmt im Alter ab. Diese Beobachtung ist in Bezug auf die Schizophrenie wahrscheinlich ein Epiphänomen, da sich sozial negatives Verhalten bei Männern in allen Bevölkerungsgruppen krankheitsunabhängig findet.
Dies lässt eine theoretische Schlussfolgerung zu. Die oben genannten Theorien werden durch diese Studien modifiziert: die Startbedingungen determinieren den sozialen Krankheitsverlauf. Einfach formuliert: die Patienten mit frühem Krankheitsbeginn starten nicht und stagnieren (non-starter), die Patienten mit spätem Krankheitsbeginn erleiden eine Stagnation auf fortgeschrittenerem Niveau (social drift). Der frühere Erkrankungsbeginn bei Männern verursacht die ungünstigere soziale Entwicklung der männlichen Schizophrenen.

## Mittelfristiger Verlauf: Non-Starter vs. Sozial-Drift
Um die Thesen Non-Starter versus Sozial Drift zur Frage der sozialen Behinderung bei Patienten mit einer Schizophrenie zu prüfen, haben H. Häfner und andere in einer Studie von 1998 115 Patienten mit einer schizophrenen Ersterkrankung retrospektiv und prospektiv untersucht. Als Instrument kam der PSE-Catego-Score zur Anwendung. Ein DAS-Score von kleiner als 2 wurde als Gesamtindikator für finanzielle Unabhängigkeit angenommen. Die Untersucher fanden dabei, dass in der Altersgruppe unter 20 Jahre nur 20 % der Patienten sozial unabhängig waren. Sie blieben im Verlauf so und werden es vermutlich ein Leben lang bleiben. Auf sie trifft die Non-Starter-These zu. In der Altersgruppe 20–35 Jahre waren etwa 40 % der Patienten sozial unabhängig. Völlig andere Verhältnisse fanden sich bei der Altersgruppe 35–60 Jahre. Sie zeigten einen steilen sozialen Abstieg. In dieser Altersgruppe waren 85 % der Patienten vor dem Beginn der Erkrankung sozial unabhängig. Dieser Anteil sank auf 25 % soziale Unabhängigkeit nach Ausbruch der Erkrankung. Somit könnte die Sozial-Drift-Hypothese vor allem auf Patienten zutreffen, die im späteren Leben erkranken.
| Altersgruppe         | Altersgruppe      | Altersgruppe            |                                                                                                |
| < 20 Jahre           | 21–35 Jahre       | 35–59 Jahre             | Zeit vor und nach Erstmanifestation                                                            |
| -------------------- | ----------------- | ----------------------- | ---------------------------------------------------------------------------------------------- |
| 20 25 15 20 30 25 20 | 35 40 40 50 35 40 | 85 60 65 45 35 50 40 25 | Erste Anzeichen Erste psychotische Symptome Erstaufnahme ½ Jahr 1 Jahr 2 Jahre 3 Jahre 5 Jahre |

## Langfristiger Verlauf
Der Langzeitverlauf von Patienten mit einer Schizophrenie ist in mehreren internationalen Studien in Bezug auf die Symptomausprägung und das Ausmaß der sozialen Behinderung sorgfältig untersucht worden. Dies geschah im Rahmen der sogenannten „WHO Disability-Studien“ in Groningen, Nottingham und Mannheim.
| CATEGO-Gesamt-Score (hohe Werte = Psychose, niedrige Werte = seelische Gesundheit) | Zeit nach Erstmanifestation                        |
| ---------------------------------------------------------------------------------- | -------------------------------------------------- |
| 40 15 15                                                                           | Erstaufnahme ½ Jahr 1 Jahr 2 Jahre 3 Jahre 5 Jahre |

| DAS-Score Männer (hohe Werte = ausgeprägtes negatives Sozialverhalten, niedrige Werte = normales Sozialverhalten) | DAS-Score Frauen (hohe Werte = ausgeprägtes negatives Sozialverhalten, niedrige Werte = normales Sozialverhalten) | Zeit nach Erstmanifestation                                    |
| --- | --- | -------------------------------------------------------------- |
| 3,7 2,4 2,6 2,5                                                                                                   | 1,9 1,4 1,5 | - Erstaufnahme - ½ Jahr - 1 Jahr - 2 Jahre - 3 Jahre - 5 Jahre |

Sobald die erste psychotische Episode vorbei ist, ändert sich bei den meisten Patienten die Symptomatik über einen Zeitraum von mehreren Jahren nicht mehr wesentlich. Dabei gibt es auch kaum Unterschiede zwischen Männern und Frauen. Die soziale Behinderung der Frauen ist gemessen an sozial negativen Verhaltensitems im Vergleich weniger stark ausgeprägt. Im Ganzen ist also die Prognose des sozialen Verlaufes der Schizophrenie bei Männern ernster als bei Frauen.

## Weitere Untersuchungen
J. Rabinowitz et al. haben kürzlich die Vermutung von Kraepelin und Bleuer getestet, dass es diskrete Vorzeichen einer Schizophrenie bei manchen Patienten gibt, lange Jahre bevor die Erkrankung im engeren Sinne beginnt, und dass der spätere Verlauf der Schizophrenie mit den Frühzeichen zusammen hängt. Diese Vermutung wurde erstmals durch eine Kohortenuntersuchung geprüft. Dazu wurden die Daten aus der Musterung von 17 Jahre alten Jugendlichen und die Daten eines bevölkerungsweiten Aufnahmeregisters in psychiatrischen Kliniken in Israel miteinander verglichen. Auf diese Weise konnten bei etwa 1.000 Personen mit einer Schizophrenie vergleichbare Daten vor Beginn der Erkrankung gewonnen werden. Es fand sich bei den männlichen Probanden ein Zusammenhang zwischen der Anzahl der Behandlungstage pro Jahr und Defiziten in sozialen Fähigkeiten. Bei weiblichen Probanden fanden sich Hinweise für einen Zusammenhang zwischen intellektuellen Fähigkeiten und Schwere der Erkrankung. Die Autoren schließen daraus, dass geschlechts- und krankheitsspezifische prämorbide Defizite Vorhersagefaktoren bei der Schizophrenie sind.
Um die Frage des Zusammenhangs von Depression und Schizophrenie im Frühverlauf der Erkrankung zu verstehen, haben H. Häfner et al. kürzlich Risikofaktoren und das Auftreten und Zusammentreffen von Symptomen im unbehandelten Frühverlauf der Schizophrenie untersucht. Zu diesem Zweck wurden 130 Personen mit einer Schizophrenie mit 130 depressiven Patienten und 130 Kontrollpersonen verglichen. Dabei zeigte sich, wie schon bei früheren Studien, dass der Beginn der Schizophrenie durch eine schwere Depression, gefolgt von Negativsymptomen und sozialer Behinderung gekennzeichnet ist. Dieses Kernsyndrom der Frühphase einer Schizophrenie wird mit dem Fortschreiten der Erkrankung immer deutlicher und es verschwindet mit dem Beginn der psychotischen Symptome. Die Autoren vermuten, dass das depressive Syndrom Ausdruck eines angeborenen Reaktionsmusters sein könnte, da die Bereitschaft zu depressiven Reaktionen in der Normalbevölkerung weit verbreitet ist und depressive Reaktionen zu den Prodromalstadien vieler verschiedener seelischer Störungen gehören. Falls Hirnfunktionsstörungen fortschreiten, kann sich aus einem solchen depressiven Syndrom eine schwerere Erkrankung, beispielsweise eine Psychose, entwickeln.

## Therapeutische Optionen
Die hier vorgestellten empirischen Studien zeigen, dass die Schizophrenie eine Erkrankung ist, die in der überwiegenden Zahl der Fälle chronisch beginnt. Etwa 75 % der Patienten erleiden etwa fünf bis sechs Jahre vor der Erstaufnahme in einer psychiatrischen Klinik die ersten so genannten Vorpostensymptome. Innerhalb der ersten fünf Jahre entwickeln die Patienten ein schizophrenes Kernsyndrom mit Depressivität, Negativsymptomen und einer sozialen Behinderung. Im Mittel erfolgt im letzten Jahr vor der ersten Aufnahme der Beginn der ersten psychotischen Symptome. Die sozialen Folgen der Erkrankung beginnen meist schon in dieser so genannten Prodromalphase. Vor allem bei männlichen Patienten beginnt somit die Schizophrenie etwa im Alter von 20 bis 22 Jahren mit einer depressiven Verstimmung. Bei Frauen erfolgt der Beginn der Erkrankung lediglich um einige Jahre zeitverschoben, aber mit denselben Entwicklungsstadien. Die Ursachen für diese zeitliche Verzögerung sind nicht bekannt.
Die Konsequenzen aus diesen Studien sind vielfältig:
- Die wichtigsten Frühsymptome sind: Depression und Negativsymptomatik mit sozialer Behinderung.
- Alle Frühsymptome können adäquat mit konventionellen Verfahren (Antidepressiva, kognitive Verhaltenstherapie, psychosoziales Training, berufliche Rehabilitation) behandelt werden.
- In Bezug auf eine frühzeitige Behandlung der Patienten mit Neuroleptika ist aus ethischen Gründen große Zurückhaltung geboten.
- Die Tatsache, dass die Erkrankung in ihrem Beginn einem typischen Verlaufsmuster folgt, unterstützt Annahmen über die biologische Verursachung der Schizophrenie.